# Richard Lenzmann
Richard Lenzmann (* 14. März 1856 in Mengede in Westfalen; † 29. März 1927 in Duisburg) war ein deutscher Mediziner.
Lenzmann wurde 1882 zum Dr. med. promoviert. 1886 wurde er Chefarzt am Diakonenkrankenhaus in Duisburg. 1907 wurde er zum Sanitätsrat und 1914 zum Titular-Professor ernannt.
Im April 1939 wurde die Lessingstraße in Duisburg zu seinen Ehren in Lenzmannstraße umbenannt. Als Lenzmann-Linie wird die Verbindungslinie zwischen den beiden vorderen oberen Darmbeinstachel (Spina iliaca anterior superior) genannt. Der darauf zu findende Lanz-Punkt dient als Diagnosemerkmal bei Appendizitis.

## Werke
- Ueber den Einfluss der Anwendung transportabler pneumatischer Apparate auf die Circulation des gesunden Menschen. Dissertation, Bonn 1881.
- Die entzündlichen Erkrankungen des Darms in der Regio ileo-coecalis und ihre Folgen: eine Studie aus der Praxis für die Praxis. Berlin: Hirschwald, 1901.
- Die Tuberkulose: der grimmigste Feind unseres Volkes. Duisburg 1902.
- Die Anwendung des Salvarsan. (Dioxydiamidoarsenobenzol) in der ärztlichen Praxis. Jena 1911.
- Die Pathologie und Therapie der plötzlich das Leben gefährdenden Krankheitszustände. Jena: Gustav Fischer, 1907 (3. Aufl. 1913, 5. Aufl. 1923).
- Emergencies in medical practice: the pathology and treatment of morbid conditions that may suddenly endanger life. Translated by Ronald Edward Stewart Krohn. London, Bale, 1915. New York, Wood, 1915.
- Die Geschlechtskrankheiten in der Allgemeinpraxis, vierzehn Vorträge für praktische Ärzte. Jena: Gustav Fischer, 1924.